# 필리핀악어
필리핀악어(Crocodylus mindorensis)는 크로커다일의 일종으로 필리핀에서만 서식한다 현재 필리핀에서 이들을 잡는 것은 금지되어 있지만, 여전히 남획과 부적절한 어업법에 의해 심각한 멸종위기에 놓여있다. 지금 네덜란드/필리핀의 공동노력에 의해 보전계획이 세워지고 있는 중이다.